# Lu Ying-chi
Lu Ying-chi (chiń. upr. 卢映锜; chiń. trad. 盧映錡; pinyin Lú Yìngqí; ur. 6 kwietnia 1985 w Pingdong) – tajwańska sztangistka, srebrna medalistka olimpijska.

## Kariera sportowa
W 2008 roku wywalczyła srebrny medal w wadze średniej podczas igrzysk olimpijskich w Pekinie. W zawodach tych rozdzieliła na podium Pak Hyon-suk z Korei Północnej i Kanadyjkę Christine Girard. Pierwotnie Lu zajęła trzecie miejsce, jednak w 2016 roku za doping zdyskwalifikowana została Irina Niekrasowa z Kazachstanu (2. miejsce), a srebrny medal przyznano reprezentantce Chińskiego Tajpej. Był to jej jedyny start olimpijski.